# تواماسینا
تواماسینا (به لاتین: Toamasina) یک منطقهٔ مسکونی در ماداگاسکار است که در تواماسینا واقع شده‌است.

## خصوصیات
تواماسینا ۲۰ کیلومترمربع مساحت و ۲۷۴٬۶۶۷ نفر جمعیت دارد.

## خواهرخوانده
شهر سن-اتین خواهرخواندهٔ تواماسینا هست.